# Stanisławów (Mińsk)
Stanisławów ([staniˈswavuf]) es un pueblo (wieś) de Polonia localizado en el voivodato de Mazovia.  Es la cabecera del distrito (Gmina) de Stanisławów, perteneciente al condado (Powiat) de Mińsk. Se encuentra aproximadamente a 12 kilómetros al norte de Mińsk Mazowiecki y a 39 km al este de Varsovia.
Entre los años de 1975 y 1998 perteneció al voivodato de Siedlce.